# Seefliegerhorst Aalborg

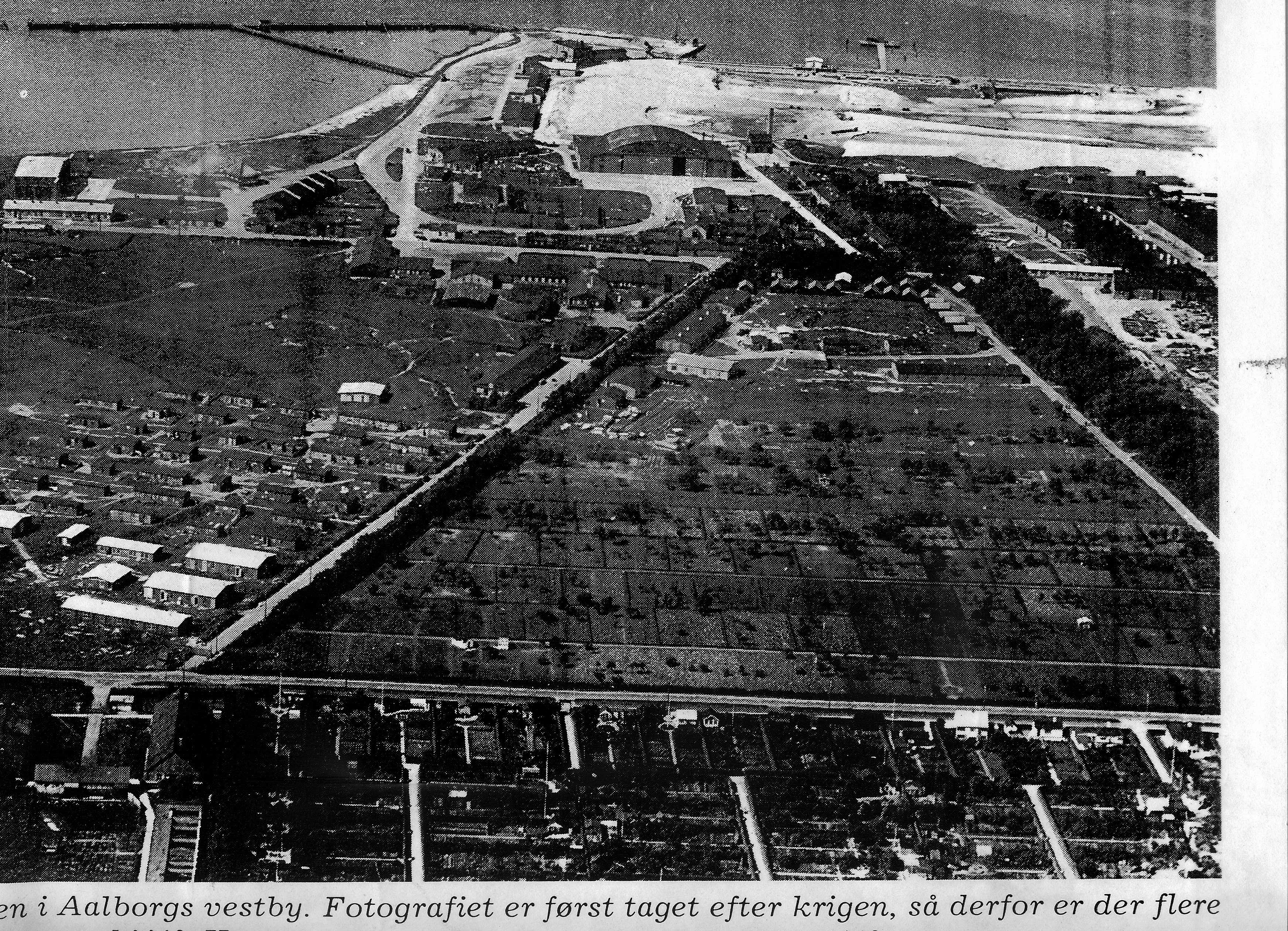
Luftbild des Seefliegerhorsts Aalborg, unmittelbar nach Kriegsende

Der Seefliegerhorst Aalborg in Aalborg wurde im Zweiten Weltkrieg von deutschen Besatzungstruppen ausgebaut. Er ist heute Teil des Aalborg Forsvars- og Garnisonsmuseum (Aalborg Verteidigungs- und Garnisonsmuseum).

## Geschichte
Kurz nach der Besetzung Dänemarks am 9. April 1940 beschlagnahmten die Deutschen das Gebiet am Skydebanevej. Unmittelbar danach wurde mit dem Bau des Seefliegerhorst Aalborg begonnen. Schon im August 1940 war der Fliegerhorst völlig einsatzbereit.
Der Ausbau des Fliegerhorsts mit Bunkern, Feldbefestigungen, Laufgräben und Stacheldrahtverhauen wurde während des ganzen Krieges fortgesetzt. Eine Flugabwehrbatterie wurde zur Sicherung aufgestellt. Zu dieser gehörten auch drei dänische 20-mm-Madsen-Maschinenkanonen, die die Wehrmacht im April 1940 zur Verteidigung des Luftraums um Aalborg beschlagnahmt hatte, nachdem der deutsche „Fliegerhorst Aalborg West“ (der heutige Flughafen Aalborg) in der Nacht vom 20. zum 21. April 1940 von britischen Flugzeugen angegriffen worden war.
Der „Seefliegerhorst Aalborg“ oder „Aalborg See“, wie er auch genannt wurde, war eine gut ausgerüstete größere Basis für Wasserfliegereinheiten, deren hauptsächliche Aufgabe darin bestand, die Gewässer um das nördliche Dänemark und Südnorwegen gegen feindliche Schiffe mittels Aufklärungsflügen und U-Boot-Bekämpfung zu sichern. Am 5. Mai 1940 gelang es Arado 196 A-3 Flugzeugen von Aalborg See, das britische U-Boot Seal zur Übergabe zu zwingen, wonach es nach Frederikshavn bugsiert wurde. Es war das erste U-Boot, das jemals von einem Flugzeug aufgebracht wurde. Außerdem wurden vor den nordbritischen Häfen Minen gelegt und Angriffe auf britische Geleitzüge bei Schottland durchgeführt.
Auf Aalborg See wurden mehrere Ausbildungseinheiten stationiert. 1943 wurde eine eigene Seeflieger-Ergänzungsgruppe eingerichtet, d. h. ein Ausbildungszentrum für Wasserflieger. Am 27. Mai 1944 wurde ein so genanntes „Bordkommando“ für das Schlachtschiff Tirpitz gebildet, eine Ausbildungseinheit für Flugzeugbesatzungen, die auf der Tirpitz stationiert werden sollten, um von dort mittels Katapultstart Aufklärungsflüge für das Schlachtschiff durchzuführen.
Auch der deutsche Seenotrettungsdienst bekam Anfang 1944 ein Ausbildungszentrum in Aalborg. Dort lernten Flugzeugbesatzungen, wie man eine Notlandung auf dem Wasser überlebt. Von Anfang 1944 bis Anfang 1945 wurden in Aalborg ca. 1500 Besatzungsmitglieder ausgebildet.
Nach Kriegsende wurden 2300 Flüchtlinge auf dem Seefliegerhorst interniert, der aus diesem Grund mit einer größeren Anzahl Flüchtlings-Baracken versehen wurde. 1947 verließen die letzten Flüchtlinge das Gebiet.
In der Zeit von 1950 bis 2001 wurden der Hangar sowie die ehemaligen deutschen Baracken vom Zivilschutz – heute Bereitschaftskorps genannt – als Depot verwendet.
Das Aalborg Verteidigungs- und Garnisonsmuseum übernahm den Hangar am 1. August 2001, um darin ein Museum einzurichten.